# Подвис (Бургаська область)
По́двис (болг. Подвис) — село в Бургаській області Болгарії. Входить до складу общини Сунгурларе.

## Населення
За даними перепису населення 2011 року у селі проживали 519 осіб.
Національний склад населення села:
| Національність   | Кількість осіб | Відсоток |
| ---------------- | -------------- | -------- |
| болгари          | 484            | 93,6%    |
| турки            | 22             | 4,3%     |
| цигани           | 7              | 1,4%     |
| Всього відповіли | 517            |          |

Розподіл населення за віком у 2011 році:
Динаміка населення: